# Zeche Gottesglück
Die Zeche Gottesglück war ein Bergwerk im Bochumer Stadtteil Wiemelhausen. Das Bergwerk war von 1762 bis 1792 in Betrieb.

## Geschichte
Die Mutung erfolgte im Jahr 1761 auf die ins Bergfreie gefallene Zeche Glücks-Pot, im gleichen Jahr wurde ein Versuchsschacht geteuft. Im Jahr 1762 wurde die Lagerstätte durch einen Stollen aufgeschlossen und die erste Kohle abgebaut. Am 13. Juli desselben Jahres erfolgte die Verleihung des Längenfeldes. Bis 1768 wurde weiterhin abgebaut und 1768 eine erneute Vermessung durchgeführt.
1775 waren zwei Stollen im Bereich Borgholzstraße und Riesenacker in Betrieb. Nachdem im Jahr 1776 mit einem 13,5 Meter langen Querschlag das außerhalb der Vierung gelegene Flöz Nebenbank angefahren wurde, wurde auch dieses Flöz an die Zeche Gottesglück verliehen. Die Zeche Gottesglück zahlte jedoch die Rezessgelder nicht, so dass das Flöz Nebenbank im Jahr 1777 wieder ins Bergfreie fiel. 
Im Jahr 1789 wurde der Gottesglück-Erbstolln gemutet; dieser wurde zwar angesetzt, jedoch nicht aufgefahren. Ab 1790 war die Zeche wieder in Betrieb. 1792 waren die Vorräte über der Stollensohle abgebaut und das Bergwerk wurde stillgelegt. 1835 wurde die Erbstollenmutung gelöscht. In den Jahren 1842 und 1845 wird die Zeche in den Bergamtsakten nochmals erwähnt, jedoch ist in diesen Jahren kein Betrieb mehr nachzuweisen.